# Las Margaritas, Baja California Sur
Las Margaritas är en ort i Mexiko.   Den ligger i kommunen Mulegé och delstaten Baja California Sur, i den västra delen av landet, 1 700 km nordväst om huvudstaden Mexico City. Las Margaritas ligger 65 meter över havet och antalet invånare är 1 595.
Terrängen runt Las Margaritas är platt.  Trakten runt Las Margaritas är nära nog obefolkad, med mindre än två invånare per kvadratkilometer. Närmaste större samhälle är Villa Alberto Andrés Alvarado Arámburo, 7,4 km öster om Las Margaritas. Omgivningarna runt Las Margaritas är i huvudsak ett öppet busklandskap.